# شاي ما بعد الظهيرة
قد يشير الشاي باللغة الإنجليزية لأي من الوجبات المختلفة أو أوقاتها بناءًا على عادات البلد وتاريخه في شرب الشاي. ومع ذلك، ففي تلك البلدان التي يعد استخدام الشاي فيها شائعًا، عادة ما تكون متأثرة بـالإمبراطورية البريطانية سابقًا (دول الكومنولث الآن). وقد تكون وجبات الشاي صغيرة أو كبيرة.[بحاجة لمصدر]

## المملكة المتحدة وأيرلندا

### تصبيرة الظهر
تصبيرة الظهر هي وجبة خفيفة تشبه شاي ما بعد الظهيرة، ولكنها في الصباح. وعادة ما تكون أقل لذة من وجبة الفطور والغذاء، وقد تحتوي على بعض قطع الكيك أو البسكويت مع فنجان من القهوة أو كوب من الشاي.[بحاجة لمصدر]

### شاي ما بعد الظهيرة

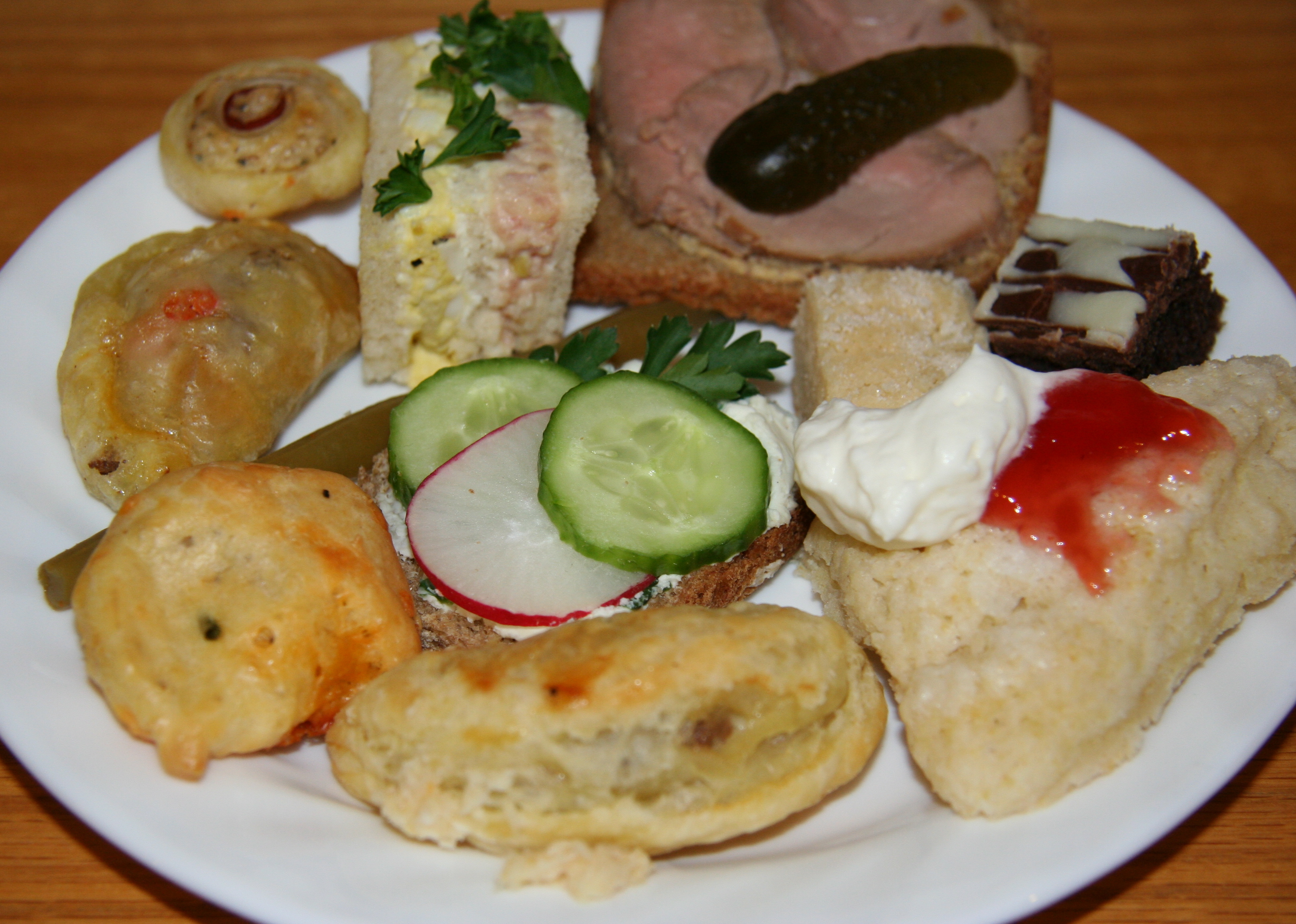
مقبلات تؤكل باليد مع شاي الظهيرة

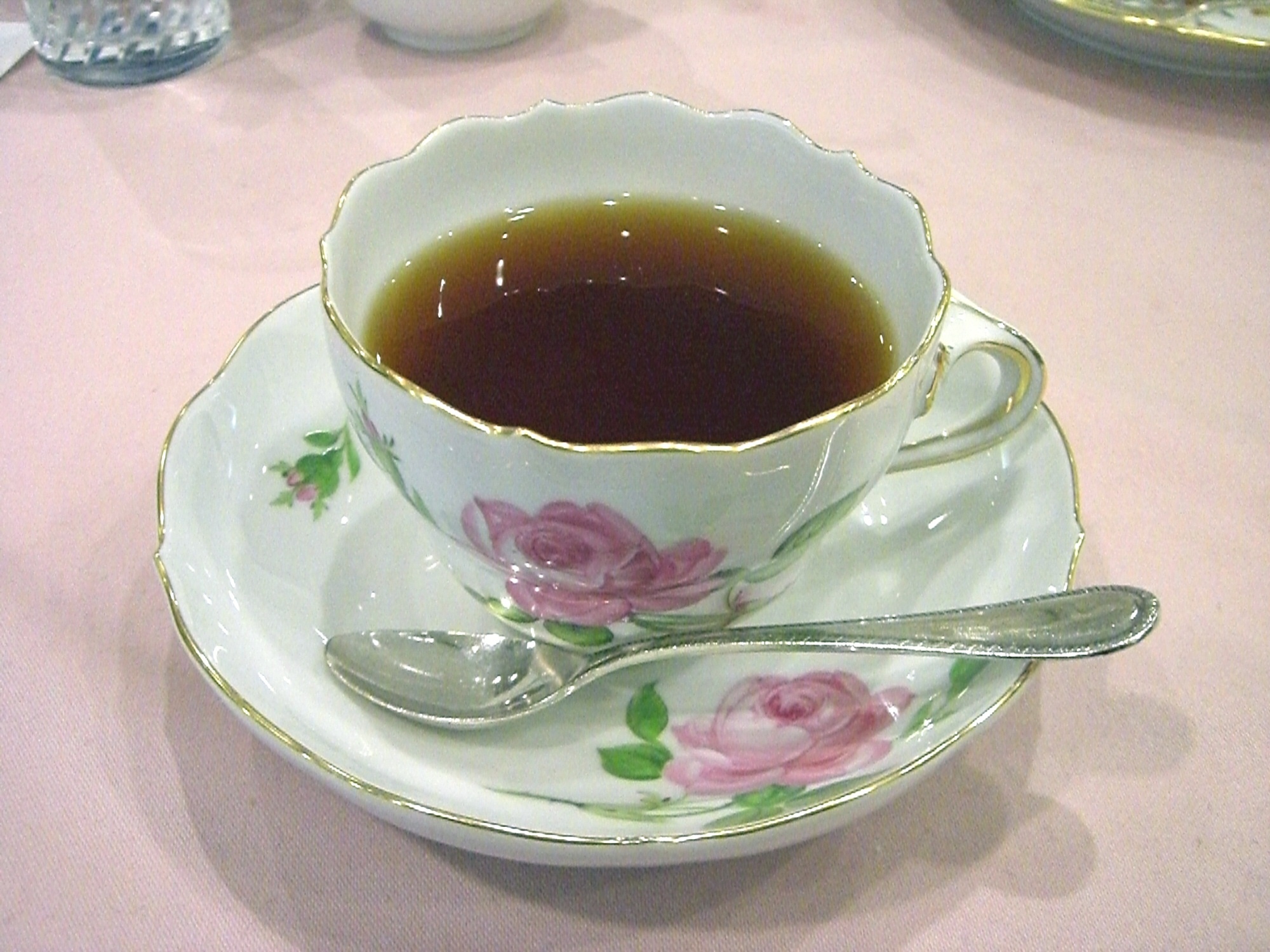
فنجان من الشاي

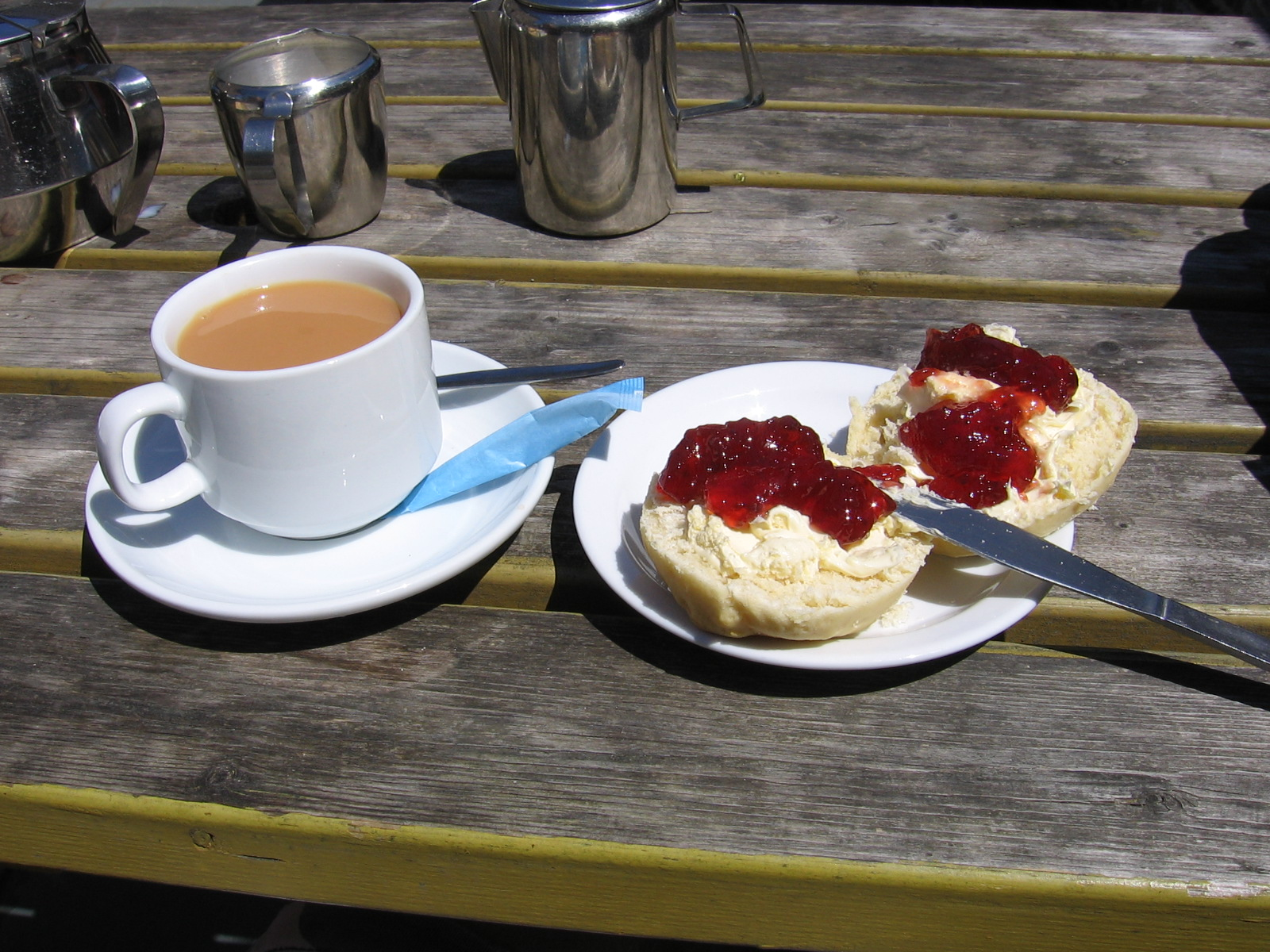
شاي بالكريمة مع قطع خفيفة من المخبوزات في بوسكاسل(Boscastle) على الرغم من إعداده على طريقة ديفونشاير (Devonshire)

إن شاي ما بعد الظهيرة عادة ما تكون وجبة خفيفة صغيرة تُؤكل بين الثالثة والخامسة مساءً. وقد ظهرت عادة شاي ما بعد الظهيرة في إنجلترا في أربعينيات القرن التاسع عشر.
بشكل تقليدي، يتم تخمير الشاي السائب في إبريق الشاي ويقدم مع الحليب والسكر. وقد كان مزيج السكر والكافيين يمنع ركود العمال الفقراء بعد الظهر في القرن التاسع عشر وأوائل القرن العشرين، حيث كان هؤلاء العمال يتناولون سعرات حرارية أقل وكان عملهم في الوقت نفسه يتطلب جهدًا بدنيًا أكثر من الجهد الذي يبذله معظم الغربيين اليوم. وللعمال، في بعض الأحيان كانوا يتناولون كوب الشاي مع شطيرة صغيرة أو وجبة خبز خفيفة (مثل الكعك المستدير المسطح)، يتم تعبئتها لهم في الصباح. ولمن كانوا يتمتعون بمزيد من الامتيازات، كان يقدم شاي ما بعد الظهيرة مع شطائر فاخرة (عادة مع الخيار والبيض والجرجير ومعجون السمك واللحم المقدد وسمك السلمون المدخن) والكعكات (مع كريمة الرائب والمربى، راجع الشاي بالكريمة)، وعادة الكعك والمعجنات (مثل كعكة باتنبيرج أو كعكة الفواكه أو كيك فيكتوريا). وغالبًا ما يتم تقديم الطعام في الفنادق والمقاهي على حامل مكون من طبقات؛ قد لا يكون هناك شطائر، ولكن يقدم الخبز أو الكعك بالزبدة، أو السمن النباتي ومربى اختيارية أو غيرها أو الخبز المحمص أو كعكة صغيرة أو كعكة لينة.
في الوقت الحاضر، عادة ما يؤخذ شاي ما بعد الظهيرة الرسمي في الفندق أو صالات الشاي.[بحاجة لمصدر] وفي كل يوم، يأخذ العديد من البريطانيين وجبة خفيفة أبسط من ذلك تتكون من الشاي (وبسكويت أحيانًا) باعتباره واحدًا من مكونات استراحات الشاي أثناء اليوم.[بحاجة لمصدر] تقدم الفنادق الأكثر جودة في بريطانيا شاي ما بعد الظهيرة، وأحيانًا في ساحة النخيل، ومؤخرًا عرض خيار الشمبانيا بدلًا من الشاي.
عند زيارة قلعة بيلفوار آنا ماريا راسل، دوقية بيدفورد، هي أول شخص حوَّل شاي ما بعد الظهيرة في إنجلترا إلى وجبة في وقت متأخر بعد الظهر بدلًا من المرطبات البسيطة.[محل شك]
تصف إيزابيلا بيتون (Isabella Beeton)، التي كتبت في الاقتصاد المنزلي وكانت كتبها تُقرأ على نطاق واسع في القرن 19، فتصف شاي ما بعد الظهيرة بأنواع مختلفة من الشاي: الشاي القديم، وشاي البيت، وشاي العائلة، والشاي رفيع المنزلة وتقدم قوائم الطعام.

### وجبة الشاي
إن وجبة الشاي (وتعرف أيضًا باسم شاي العشاء) وهي وجبة المساء، تؤكل عادة ما بين الساعة 5 مساءً و7 مساءً. وكثيرًا ما يتبعها الآن وجبة خفيفة في وقت لاحق في المساء.[بحاجة لمصدر]
وعادة ما تتكون وجبة الشاي من طبق ساخن مثل السمك والرقائق وفطيرة الراعي أو جبن المعكرونة، يليها الكعك والخبز والزبد والمربى. أحيانًا قد يكون هناك لحوم باردة، مثل سلطة اللحم المقدد. وعادة ما كانت تؤكل وجبة الشاي من الطبقة الوسطى وأيضًا الأطفال في الطبقة العليا (ممن كان آباؤهم يتناولون عشاء رسميًا في وقت لاحق)، أو من قبل العمال وعمال المناجم وما شابه ذلك عندما يعودون إلى منزلهم من العمل. كان أول استخدام لهذا المصطلح عام 1825 تقريبًا واستخدمت كلمة رفيع في معنى متقدم جدًا (مثل الظهيرة، على سبيل المثال) للدلالة على أن الشاي يؤخذ في وقت لاحق في اليوم.
تم استخدام مصطلح «وجبة الشاي» لتمييزه عن شاي ما بعد الظهيرة. على الرغم من أنه كثيرًا ما يقال أن عبارة «منخفض» و«رفيع» تشير إلى ارتفاع المائدة التي يتم عليها تناول الوجبة، يعبر المصطلح عن وجبة تؤكل في وقت لاحق ويعتبر استخدام كلمة high «رفيع» كما في it's high time «حان الوقت». كان يتم تقديم شاي ما بعد الظهيرة في الحديقة حيثما أمكن ذلك؛ وعادة ما يُؤخذ في غرفة الاستخدام النهاري أو المكتبة أو الصالون، حيث وضعت الموائد المنخفضة (مثل طاولة القهوة) بالقرب من الأرائك أو الكراسي بوجه عام (ومن هنا جاءت التسمية «الشاي المنخفض»).

### استخدامات أخرى
في أجزاء كثيرة من الجزر البريطانية، يستخدم مصطلح الشاي ليشير إلى وجبة المساء الرئيسية، ويقال أن هذا التقليد بشرب الشاي بدأ يقدم للعامة في صالة (ذا بالك كورت The Palm Court) من قبل فندق لانغهام بوسط العاصمة البريطانية لندن.

## أستراليا ونيوزيلندا
سمى بعض الأستراليين والنيوزيلنديين وجبة العشاء في الوقت المبكر بـ«الشاي». وتعكس الدعوة على وجبة «الشاي» عُرف شمال إنجلترا وويلز واسكتلندا حيث يشير «الشاي» إلى وجبة المساء. ويعتبر هذا التمييز أحيانًا مؤشرًا على فوارق الطبقة الاجتماعية، والشاي هو مصطلح الطبقة العاملة بينما العشاء للـمتوسطة أو العليا من ناحية الاصطلاح.[بحاجة لمصدر]
أثناء يوم العمل قد تشير «استراحة الشاي» أو «الشاي» فقط إلى شاي الصباح (بالتوافق مع تصبيرة الظهر أو استراحة القهوة) أو شاي ما بعد الظهيرة (استراحة بعد الظهيرة). وقد يتم تناول هذا الشاي في غرفة الشاي المخصصة. وبوجه عام قد يطلق على الاستراحة من هذا النوع بـاستراحة التدخين، فهكذا يطلقها التجار وفي مجال صناعة البناء.[بحاجة لمصدر]

## الولايات المتحدة الأمريكية
شاي ما بعد الظهيرة متوفر في بعض الفنادق الأمريكية الراقية وشاي المنازل. وغالبًا ما يتم استخدام مصطلح "حفل شاي في الولايات المتحدة في مناسبات خاصة.[بحاجة لمصدر]

## فرنسا وبلجيكا وسويسرا

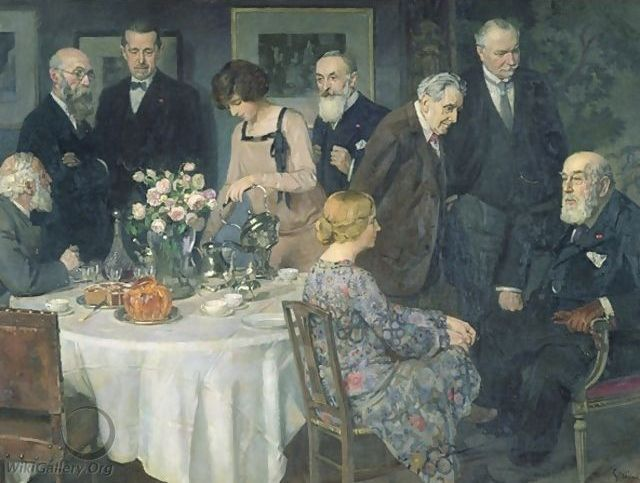
حفل شاي في باريس في 1929 (تصوير جوليس غرون (Jules Grün))

في الدول الناطقة باللغة الفرنسية فيستخدمون «لو غوتير (le goûter)» أو «لو غوتير هيورس (le quatre heures)»، أو بكلمة أخرى، وجبة الساعة 4:00 فيما بعد الظهيرة. وغالبًا ما تُعد هذه الوجبة لو غوتير للأطفال العائدين من المدرسة جائعين، لسد جوعهم حتى العشاء.
عامة يحتوي لو غوتير على الرغيف الفرنسي أو لفة منه مع الزبد والمربى أو رقائق الشوكولاتة أو غيرها من قطع الشوكولاتة، أو كعكة بالشوكولاتة، ومعها شوكولاتة ساخنة أو عصير برتقال ولكن لا تقدم أبدًا مع الشاي أو القهوة (قهوة بالحليب أو شاي بالحليب لتناول الإفطار؛ ويُعد الشاي والقهوة مشروبين غير مرغوب في تناولهما للأطفال في نهاية اليوم). وقد يحتوي لو غوتير للكبار على عصير الفاكهة أو المياه المكربنة والبسكويت الخفيف (كوكيز) أو المعجنات. وعلى الرغم من أنها لم تختلف كثيرًا حقًا، إلا أن العادات أصبحت الآن عصرية جدًا في فرنسا وموجة الحنين إلى أيام الطفولة تذكر بملذات طفولتهم في تذوق الطعام.[بحاجة لمصدر]
تختلف وجبة الغوتير عن حفل الشاي في فرنسا، أو «تي» thé في فرنسا، وهي عبارة عن حفلة رسمية تقام بعد الظهر قليلاً في البيت للضيوف البالغين وعادة ما تكون بين الخامسة والسابعة مساءً. وتحتوي على شاي وعصائر أو شراب ومعجنات وبتي فور وبسكويت أو كعك. أما حفل الكوكتيل فيكون بعد السابعة مساءً، ويتضمن تقديم الكحول لكن حفل الشاي لا تشتمل على الكحول.[بحاجة لمصدر]

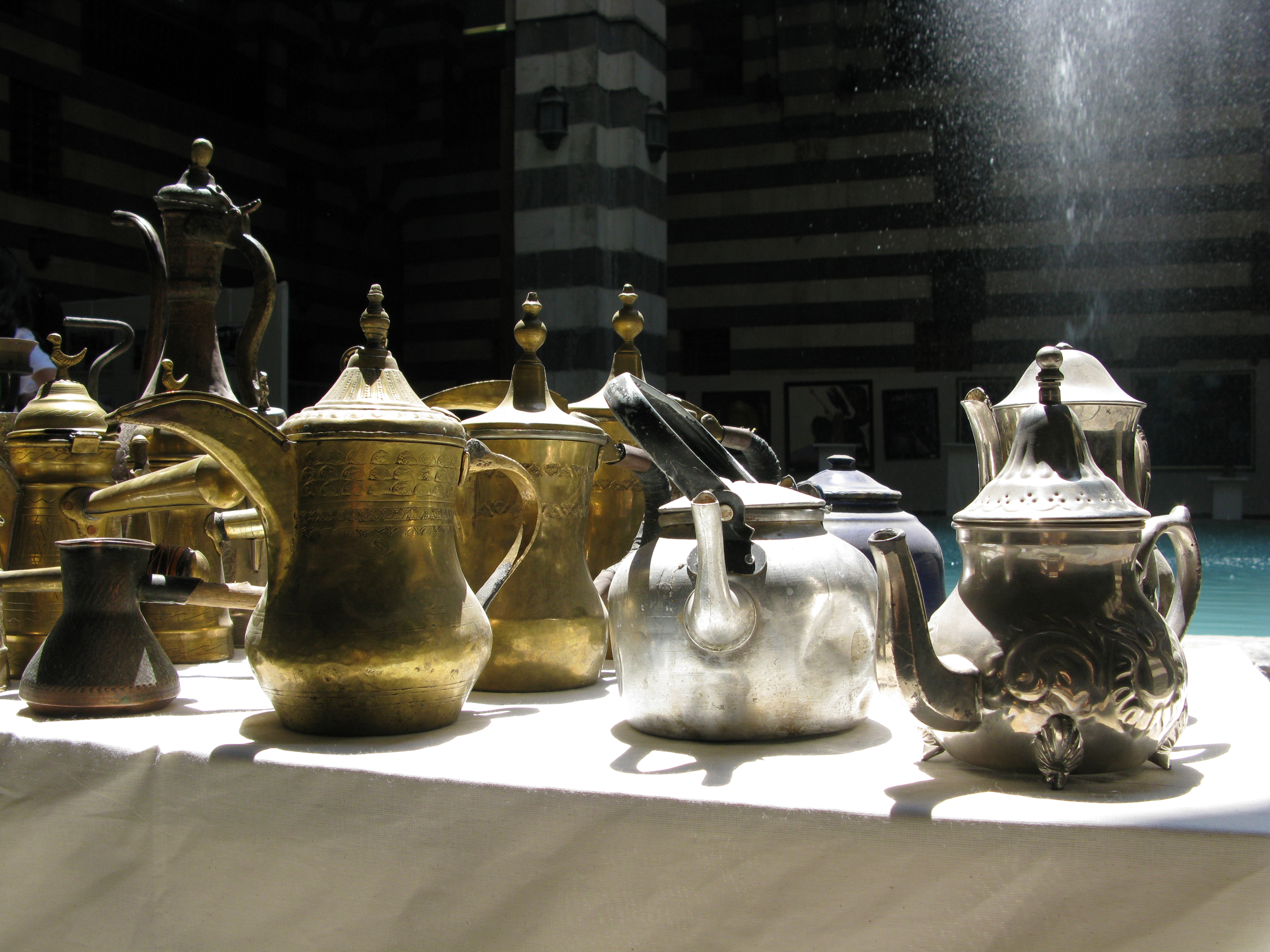
أنواع أواني الشاي ببعض الدول العربية

## البلدان العربية
يعتبر شاي بعد الظهيرة تقليدا سائدا في المجتمعات العربية، حيث تخصص له أماكن خاصة و ديكوراتٍ محلية مبهجة ومريحة، وفي بعض الأماكن يقدم مع الحلويات والفواكه الجافة، ينتشر بكثرة في دول المغرب العربي خاصة المغرب وتونس والجزائر وليبيا وموريتانيا بمسمى "أتاي" وعادة ما يهيء بالنعناع أو بالشيبة، خصوصا في فصل الشتاء.   ، وللشاي الصحراوي طقوس خاصة، و تعتبر جلسات الشاي من العادات الأساسية للأسر وتُعقد يوميا أو في جلسات خاصة. ويستغرق إعداده وقتاً قد يُناهز نصف الساعة.  كما أن جلسات الشاي الصحراوي تجلب الزوار من كل أنحاء العالم

## وصلات خارجية
- "Teas and Other Afternoon Parties", Chapter XIII of Emily Post's Etiquette (1922)
- SBS Food story on high tea
- Wikibooks Cookbook
- History of the afternoon tea tradition and London hotels where it is celebrated best, by cosmopolis.ch